# Смітвілл (Оклахома)
Смітвілл (англ. Smithville) — місто (англ. town) в США, в окрузі Маккертен штату Оклахома. Населення — 77 осіб (2020).

## Географія
Смітвілл розташований за координатами 34°28′11″ пн. ш. 94°38′45″ зх. д. / 34.46972° пн. ш. 94.64583° зх. д. (34.469810, -94.645942).  За даними Бюро перепису населення США в 2010 році місто мало площу 2,85 км², з яких 2,83 км² — суходіл та 0,02 км² — водойми.

## Демографія
Згідно з переписом 2010 року, у місті мешкало 113 осіб у 53 домогосподарствах у складі 28 родин. Густота населення становила 40 осіб/км².  Було 65 помешкань (23/км²).
Расовий склад населення:
| - 58,4 % — білих - 34,5 % — корінних американців |

До двох чи більше рас належало 7,1 %. Частка іспаномовних становила 2,7 % від усіх жителів.
За віковим діапазоном населення розподілялося таким чином: 31,0 % — особи молодші 18 років, 54,0 % — особи у віці 18—64 років, 15,0 % — особи у віці 65 років та старші. Медіана віку мешканця становила 31,8 року. На 100 осіб жіночої статі у місті припадало 85,2 чоловіків;  на 100 жінок у віці від 18 років та старших — 95,0 чоловіків також старших 18 років.
Середній дохід на одне домашнє господарство  становив 22 373 долари США (медіана — 16 042), а середній дохід на одну сім'ю — 21 509 доларів (медіана — 14 531). За межею бідності перебувало 56,3 % осіб, у тому числі 60,0 % дітей у віці до 18 років та 52,4 % осіб у віці 65 років та старших.
Цивільне працевлаштоване населення становило 30 осіб. Основні галузі зайнятості: освіта, охорона здоров'я та соціальна допомога — 40,0 %, виробництво — 23,3 %, роздрібна торгівля — 16,7 %.